# Niemierze
Niemierze (niem. Nehmer) – wieś sołecka w Polsce położona w województwie zachodniopomorskim, w powiecie kołobrzeskim, w gminie Siemyśl.
Według danych z 31 grudnia 2013 r. Niemierze miało 155 mieszkańców.

## Położenie
Wieś położona jest na północnym krańcu gminy, ok. 7 km na północ od Siemyśla, przy skrzyżowaniu dróg z Charzyna, Błotnicy i Byszewa (odległość do każdej z wsi ok. 2,5-3 km). W pobliżu (droga w kierunku Charzyna) przepływa rzeka Błotnica.

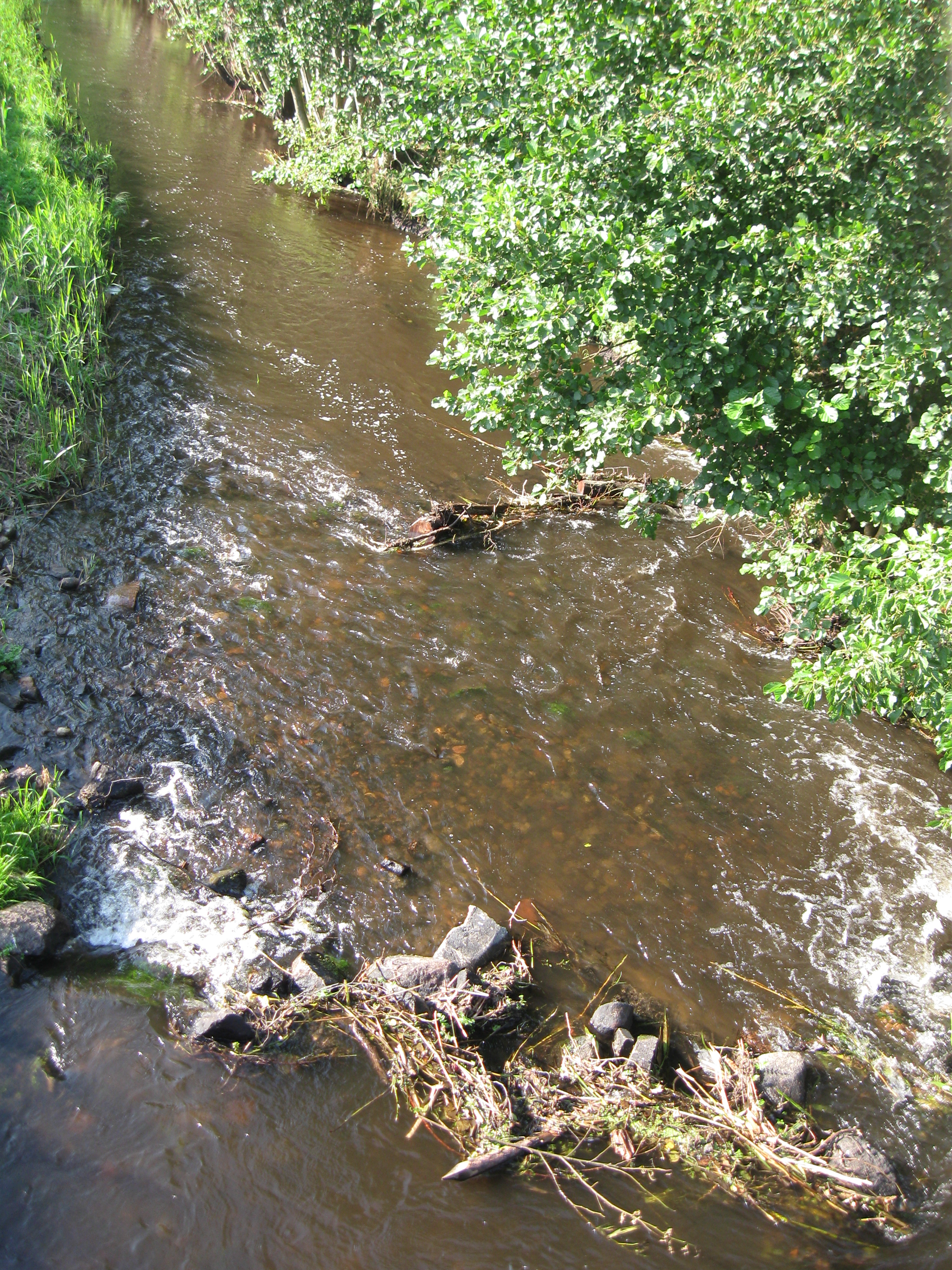
Rzeka Błotnica przepływająca w pobliżu Niemierza

.

## Historia
Po raz pierwszy miejscowość była wzmiankowana w dokumentach jako Niemyre w 1276 jako własność kapituły kołobrzeskiej. W 1425 i 1433 została zakupiona przez ród Manteuffel, następnie kupił ją ród Stogentin. W 1606 Niemierze zakupiła rada miejska w Kołobrzegu i od tego czasu wioska była nieprzerwanie własnością miasta. Po pokoju westfalskim i podziale księstwa pomorskiego wieś wchodziła w skład Brandenburgii, potem Prus i Niemiec. W 1761 podczas rosyjskiego oblężenia Kołobrzegu wieś całkowicie spłonęła. Obecny układ ruralistyczny został wykształcony po tym zdarzeniu. W 1910 r. miejscowość liczyła 388 mieszkańców, a w 1925 r. - 377 mieszkańców mieszkających w 78 gospodarstwach. Niemierze wchodziło w skład okręgu (Amt) Drzonowo i było siedzibą parafii ewangelickiej obejmującej również: Byszewo, Morowo, Przećmino i Błotnicę. Od 1945 r. należy do Polski. W latach 1950–1998 należało do województwa koszalińskiego.

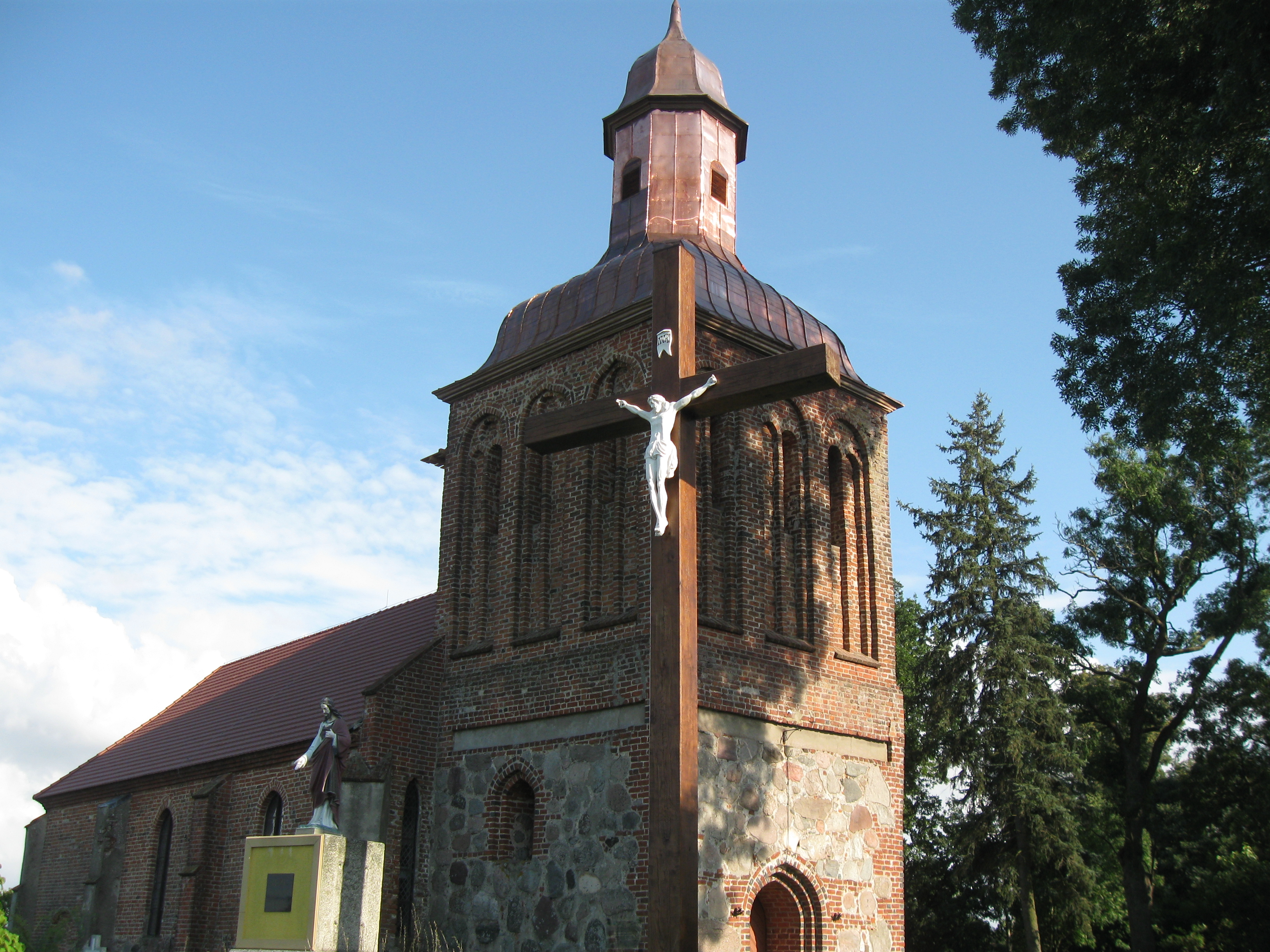
Kościół filialny pw. NSPJ w Niemierzu

.

## Zabytki
- Kościół filialny pw. NSPJ w Niemierzu, gotycki z XIV w., rozbudowywany w XV i XVI w., odnawiany w 1741 i 1876 r. Zbudowany z kamienia polnego i cegły, jednonawowy, na planie prostokąta, z wieżą zakończoną miedzianym hełmem barokowym z ośmioboczną latarnią, zwieńczoną kulą i krzyżem. W wieży znajduje się gotycki dzwon. W kościele znajdują się m.in. drewniane stropy, ołtarz główny barokowy z XVIII w., ambona barokowa z 1777 r. z malowidłami 4 Ewangelistów[9] i płyta nagrobna z XVII w.
- 2 nieczynne i zdewastowane cmentarze poniemieckie (jeden obok kościoła, drugi na północ od wsi)
- Budynek dawnej szkoły z 1910 r.
- Wiatrak typu holender z II poł. XIX w., obecnie przeznaczony do celów mieszkalnych
- Stanowisko archeologiczne (osada wczesnośredniowieczna) objęte ochroną W2.

## Wspólnoty religijne
Niemierze wchodzi w skład parafii rzymskokatolickiej pw. św. Franciszka z Asyżu w Charzynie, zaś kościół pw. NSPJ jest filią kościoła parafialnego w Charzynie.

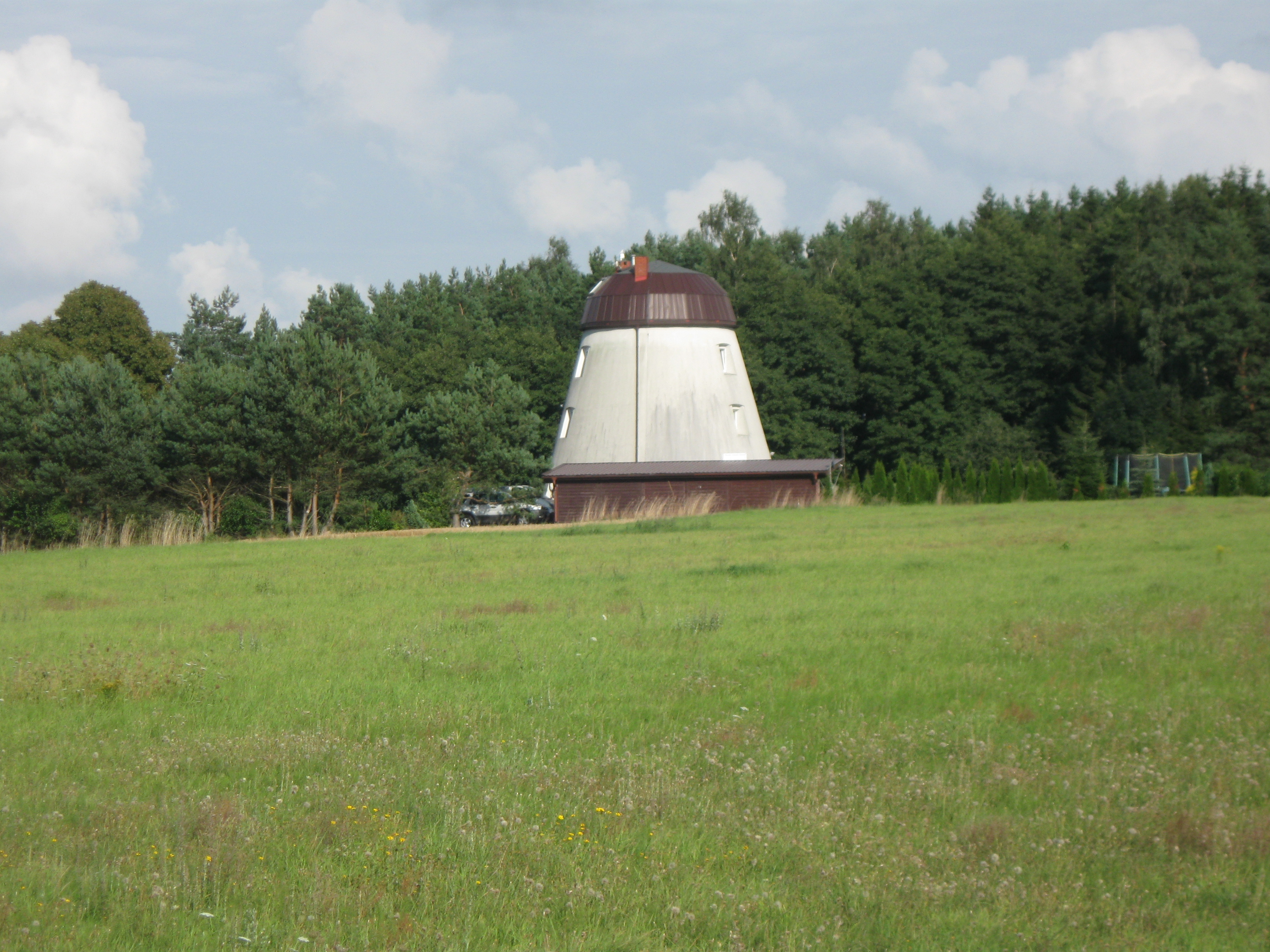
Wiatrak typu holender w Niemierzu, przeznaczony do celów mieszkalnych

## Transport
We wsi znajdują się 2 przystanki autobusowe, które obsługują regularne połączenia z Kołobrzegiem i Rymaniem.